# Mesocyphocaris longicaudatus
Mesocyphocaris longicaudatus är en kräftdjursart som beskrevs av Yakov Avadievich Birstein och Vinogradou 1960. Mesocyphocaris longicaudatus ingår i släktet Mesocyphocaris och familjen Lysianassidae. Inga underarter finns listade i Catalogue of Life.